# Gastropholis
Gastropholis is een geslacht van hagedissen uit de familie echte hagedissen (Lacertidae).

## Naam en indeling
De wetenschappelijke naam van de groep werd voor het eerst voorgesteld door Johann Gustav Fischer in 1886. De wetenschappelijke geslachtsnaam betekent vrij vertaald 'buikschubbigen' en is afgeleid van het Oudgrieks γαστήρ, gastēr (buik) en φολίς, pholis (schub).
Er zijn vier soorten, waarvan de meest recent bekende soort al in 1916 is beschreven. De soorten werden vroeger tot andere geslachten gerekend, zoals Lacerta, Centromastyx en het niet langer erkende Bedriagaia.

## Uiterlijke kenmerken
De verschillende soorten worden vrij groot en bereiken een lichaamslengte van ongeveer dertig tot veertig centimeter. De lichaamskleur verschilt; de soort Gastropholis prasina is geheel groen van kleur terwijl Gastropholis vittata een bruine kleur heeft met lichtere tot witte lengtestrepen op het lichaam en de staart.
De hagedissen leven veel in bomen en bezitten enige aanpassingen zoals lange ledematen, gehaakte klauwtjes en een lange, behendige grijpstaart. De schubben op de buik zijn gekield om meer grip te bieden.

## Levenswijze
Over de verschillende soorten is weinig bekend, voornamelijk omdat ze zo verstopt leven in holletjes in bomen, op relatief grote hoogtes. De vrouwtjes zetten eieren af op de bodem. De jongen van Gastropholis prasina zijn al meer dan tien centimeter lang als ze uit het ei kruipen.

## Verspreiding en habitat
Alle soorten leven in delen van het westen en zuiden van Afrika. Ze leven in de landen Congo-Kinshasa, Equatoriaal-Guinea, Gabon, Ghana, Ivoorkust, Kameroen, Kenia, Liberia, Mozambique en Tanzania. In tegenstelling tot de meeste echte hagedissen leven de soorten meer in bomen dan op de bodem.

## Beschermingsstatus
Door de internationale natuurbeschermingsorganisatie IUCN is aan één soort een beschermingsstatus toegewezen. Gastropholis prasina wordt als 'gevoelig' (Near Threatened of NT) beschouwd.

## Soorten
Het geslacht omvat de volgende soorten, met de auteur en het verspreidingsgebied.
| Naam                                        | Auteur          | Verspreidingsgebied                                                            |
| ------------------------------------------- | --------------- | ------------------------------------------------------------------------------ |
| Stekelstaarthagedis (Gastropholis echinata) | Cope, 1862      | Congo-Kinshasa, Equatoriaal-Guinea, Gabon, Ghana, Ivoorkust, Kameroen, Liberia |
| Gastropholis prasina                        | Werner, 1904    | Kenia, Tanzania                                                                |
| Gastropholis tropidopholis                  | Boulenger, 1916 | Congo-Kinshasa                                                                 |
| Gastropholis vittata                        | Fischer, 1886   | Kenia, Mozambique, Tanzania                                                    |